# مارلبرو (سیگار)

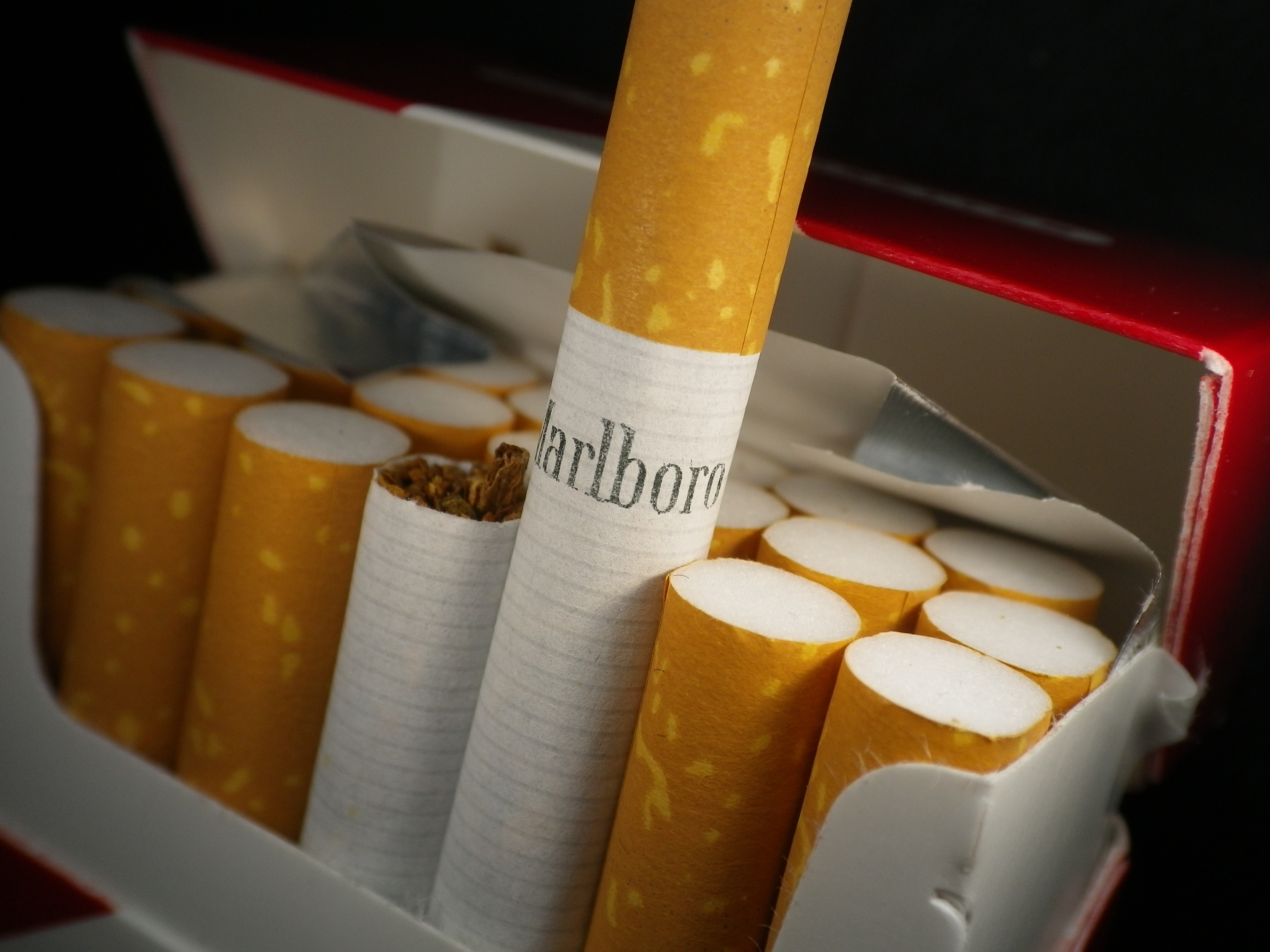
سیگار مارلبرو در بسته

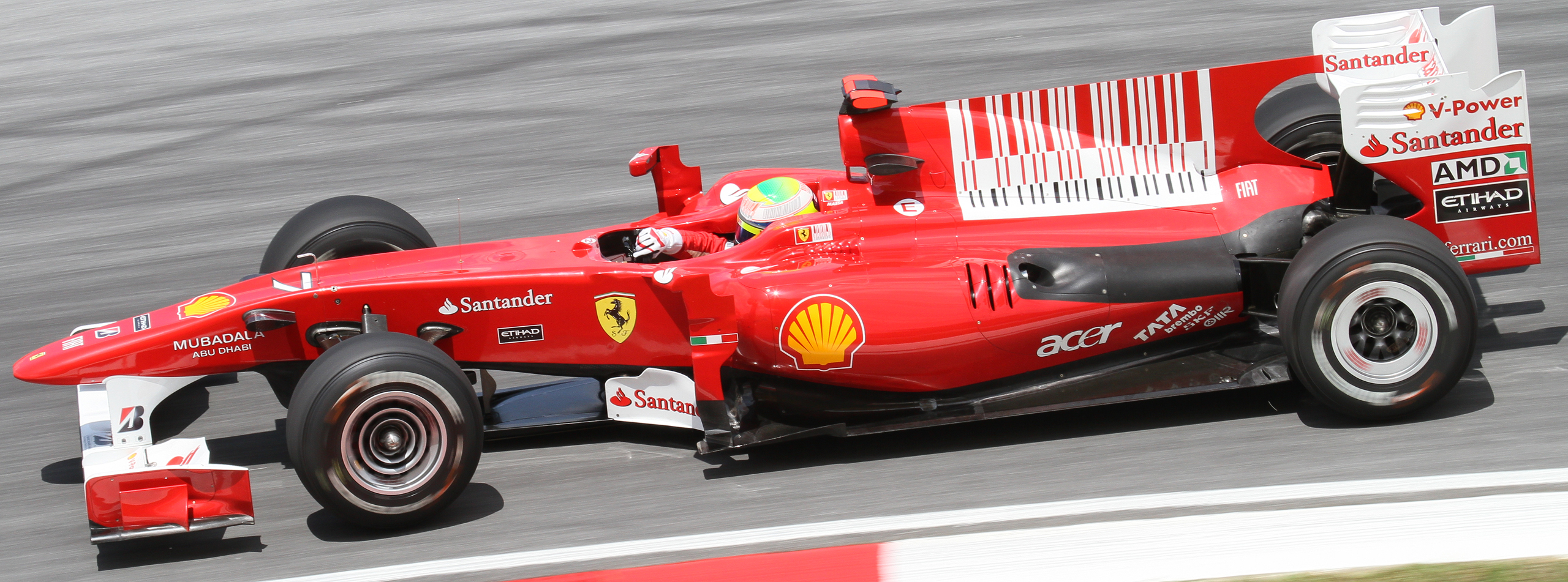
از سال ۲۰۰۸ و با اعلام ممنوعیت تبلیغ دخانیات در مسابقات ورزشی اروپا، مارلبرو مجبور به تغییر تبلیغات خود با یک بارکد جایگزین گردید

مارلبرو (به انگلیسی: Marlboro) نام یک برند سیگار در  ایالات متحده امریکا است که متعلق به شرکت فیلیپ موریس می باشد. مارلبرو مشهورترین برند سیگار جهان و براساس یک نظرسنجی جهانی با کیفیت ترین سیگار جهان است.

## تاریخچه
در سال ۱۹۰۲ آقای فیلیپ موریس، مالک یک کارخانه تولید سیگار در لندن، شعبه‌ای از کارخانه‌اش را به منظور فروش انواع سیگار در نیویورک تأسیس کرد. نام تجاری «مارلبرو» در سال ۱۹۰۸ در ایالات متحده ثبت شد، هرچند تا پانزده سال بعد در ۱۹۲۳ هیچ محصولی با این نام تجاری عرضه نشد. در سال ۱۹۲۴، سیگار مارلبرو با شعار «سیگار لوکس آمریکایی» برای اولین بار عرضه شد و عمدتاً در هتل‌ها و استراحتگاه‌ها فروخته می‌شد. در حدود دهه ۱۹۳۰، این شرکت با شعار «ملایم همچون ماه مه» و به عنوان یک سیگار مناسب برای خانم‌ها شروع به تبلیغ کردند.
نام مارلبرو برگفته از Great Marlborough Street. Richmond, Virginia است، مارلبرو استریت نام خیابانی در لندن بود که کارخانه فیلیپ موریس در آن احداث شده بود. در دهه ۱۹۵۰، در تبلیغ سیگار اکثراً بر روی معرفی سیگارهای فیلتر دار بود. برای همین فیلتر سیگارهای مارلبرو روی کاغذی قرمز رنگ چاپ می‌شد تا اثر ماتیک خانم‌ها را که حین پک‌زدن روی سیگار به جا می‌ماند مخفی کند. این مارک تا جنگ جهانی دوم به همین منوال به فروش خود ادامه داد ولی بعد از آن به‌طور موقت در پی ورشکستگی کارخانه از بازار برچیده شد. در پایان جنگ، سه برند جدید بازار سیگار را در دست گرفتند: Camel, Lucky Strike, Chesterfield. (کَمِل، لاکی استرایک و چِستِرفیلد). سیگارهای تولیدی توسط این مارک‌ها که در زمان جنگ جهانی دوم برای سربازان آمریکایی تولید می‌شدند بعد از اتمام جنگ نیز به فروش خود ادامه دادند.
در طول دهه ۱۹۵۰ مجله Reader's Digest سری مقالاتی را دربارهٔ سیگار و رابطه آن با سرطان ریه منتشر کرد. فیلیپ موریس و سایر شرکت‌های تولید سیگار با توجه به این گزارش به ساخت سیگارهای فیلتردار اقدام کردند. مارلبروی جدید ته‌فیلتردار در سال ۱۹۵۵ معرفی شد. در اوایل دهه ۶۰ فیلیپ موریس مارلبروی محلی (Marlboro Country) را ابداع کرد و تصویر عمومی شیک مارلبرو (نرم همچون ماه مه) را تبدیل به کابویهایی تنومند با عنوان مردان مارلبرو (Marlboro Men) کرد. فیلیپ موریس به سرعت سهم بزرگی از بازار را در دست گرفت. حاصل فعالیت تبلیغاتی وی افزایش ۵۰۰۰ درصدی فروش در عرض ۸ ماه بود. شهرت مارلبرو در خوش طعم بودن، به سرعت آن را به عنوان سیگارت شماره ۱ تبدیل کرد.

## طبقه‌بندی
مارلبرو با موفقیت توانسته‌است خود را در بازار سیگارت بین بزرگانی چون Benson، Newport، Camel جای دهد. مارلبرو هم‌اکنون یکی از شناخته شده‌ترین مارک‌های دنیا در زمینه سیگارت است.

## فعالیت‌های تبلیغاتی
«ملایم همچون ماه مه» شعار تبلیغاتی بود که مارلبرو قبل از تولید سیگارت‌های فیلتردار برای محصولاتش به‌کار می‌برد. این محصولات با امضای Mae West برای خانم‌ها به فروش می‌رسید. یکی از ویژگی‌های مارلبرو در این زمان سر قرمز رنگ آن بود که اثر ماتیک خانم‌ها را که حین پک زدن روی سیگارت به جا می‌ماند مخفی می‌کرد. مارلبرو نزد مردان جایگاه خوبی نداشت. برای رفع این مشکل فیلیپ موریس با همکاری مدیر تبلیغاتی خود «توماس هاتزلر»، «Marlboro Country» را معرفی کند.
در اوایل دهه ۶۰ فیلیپ موریس مارلبروی محلی (Marlboro Country) را ابداع کرد و تصویر عمومی شیک مارلبرو (نرم همچون ماه مه) را تبدیل به کابوی‌هایی تنومند با عنوان که مردان مارلبرو (Marlboro Men) کرد. این حربه تبلیغاتی به همراه آگهی‌های بازرگانی تلویزیونی باعث شد فیلیپ موریس بازار را در دست بگیرد. شعارهای مارلبرو همواره آمیخته با سه عنصر بوده‌اند قرمز، مناظر غرب آمریکا و کابویی تنومند. این سه عنصر، چه با هم و چه جدا از هم با عنوان مارلبرو شناخته می‌شوند هرچند که حتی نامی از از دیگر روش‌های تبلیغاتی مارلبرو می‌توان به Marlboro Miles اشاره کرد. در این طرح که یک فروش زنجیره‌ای به حساب می‌آید بالای بارکد هر بسته Marlboro Miles نوشته می‌شود. شما با ارسال آن قسمت می‌توانید از طریق وسایلی با آرم مارلبرو خریداری نمایید. این وسایل شامل طیف وسیعی می‌باشد، از وسایل آشپزی گرفته تا لباس و فندک و… این شیوه که می‌توان آن را تقلیدی از کمپانی Camel دانست در سال ۲۰۰۶ معرفی شد.

## گونه‌ها
تا تاریخ ۱۶ اوت ۲۰۰۵:
- قرمز (غلیظ)
- مدیوم
- لایت (مارلبرو طلایی)
- اولترالایت (مارلبرو نقره‌ای)
- منتول
- منتول لایت
- منتول اولترالایت
- منتول مل
- GOLD
- فیلتر پلاس
- فیلتر پلاس وان
- پریمیوم بلک
- آیس
- فلاور
- فلاور پلاس(لایت)
- فلاور کد
- دابل میکس
- دابل ایس
- تاچ(با بسته‌بندی مشکی و طلایی)
- اِج

## نگارخانه

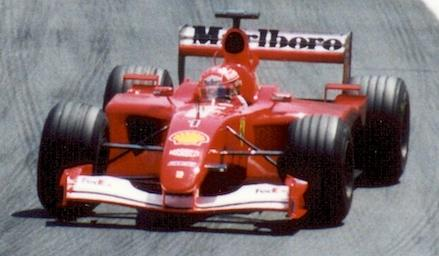
میشائیل شوماخر راننده فراری و تبلیغات گروه مارلبرو ۲۰۱۱